# Eiji Tsuburaya
Eiji Tsuburaya (円谷 英二 Tsuburaya Eiji) (Eiichi Tsumuraya (円谷 英一 Tsumuraya Eiichi) (født 7. juli 1901, død 25. januar 1970)  var en japansk special effects instruktør med ansvar for mange japanske science-fiction-film og tv-serier, han var en af medskaberne af Godzilla serien og Ultraman tv-serien.
Efter mindre jobs inden for filmindustrien blev Tsuburaya i 1926 tilknyttet Shochiku Kyoto Studios og blev året efter fuldtids filmfotograf. Som filmfotograf indledte han i denne periode en række forsøg med udvikling af film- og optageteknikkerne, hvorunder han som de første anvendte en film-kran ved produktion af en japansk film. I filmen Chohichiro Matsudaira fra 1930 udviklede han en filmisk illusion i form af superimposition, dvs. ved at lægge en optagelse ind over anden tidligere optagelse. Dermed indledte han det arbejde med specialeffekter, som han sidenhen først og fremmest skulle blive kendt for.
I 1938 blev Tsuburaya leder af Special Visual Techniques ved Toho Tokyo Studios, hvor han i 1939 etablerede en uafhængig afdeling for specialeffekter. Her udviklede han sine tekniske færdigheder og blev belønnet med flere priser og hædersbevisninger, men hans ophold ved Toho-studierne blev dog ikke af længere varighed, skønt han opretholdt ledelsen af afdelingen for specialeffekter samtidig med egne individuelle aktiviteter.
Sideløbende hermed oprettede Tsuburaya i 1940'erne sit eget laboratorium for specialeffekter (oprettet i sit hjem), og i 1963 grundlagde han sit eget studie for visuelle specialeffekter, Tsuburaya Productions. I 1966 producerede studierne den første Ultra-serie for japansk tv med Ultra Q i januar, efterfulgt af den endnu mere populære Ultraman i juli samme år, og Ultraman blev den første japanske live-action tv-serie, som blev eksporteret worldwide som forløber for den fortsat eksisterende Ultra- eller Ultraman-serie.
Som leder af Toho's Visual Effects Department (kendt som m "Special Arts Department" indtil 1961), fungerede han som leder for en gruppe på omkring 60 håndværkere, teknikere og kamerafolk. Det var i forbindelse hermed at han blev en del af det team, som sammen med instruktøren Ishirō Honda og produceren Tomoyuki Tanaka skabte den første Godzilla film i 1954.
Den overvældende succes med Godzilla-filmen resulterede i at Toho Studios efterfølgende producerede en lang række af science fiction film, der omfattede såvel film, der introducerede nye monstre, som film der involverede filmkarakteren Godzilla. De mest succesrige af denne række af film involverede Godzilla-teamet bestående af Tsuburaya, Honda og Tanaka, suppleret med along with the fourth member of the Godzilla team, komponisten Akira Ifukube. I tilknytning til dette team fortsatte Tsuburaya med at producere specialeffekter til den lange række af efterfølgende science-fiction film, og han fortsatte med at være tilknyttet Toho Studios indtil sin død i 1970.
Den 7. juli 2015 som var den 114. årsdag for hans fødsel, dedikerede Google sin verdensomspændende Google Doodle som en hyldest til ham.